# Paramongaia
Paramongaia is een geslacht uit de narcisfamilie (Amaryllidaceae). De soorten komen voor in Peru en Bolivia.

## Soorten
- Paramongaia milagroantha (S.Leiva & Meerow) Meerow
- Paramongaia mirabile (Ravenna) Meerow
- Paramongaia multiflora Meerow
- Paramongaia viridiflora (Ruiz & Pav.) Meerow
- Paramongaia weberbaueri Velarde

... · 
Acis · 
Amaryllis · 
Boophone · 
Clivia · 
Crinum (Haaklelie) · 
Galanthus (Sneeuwklokje) · 
Hippeastrum · 
Hymenocallis · 
Leucojum (Narcisklokje) · 
Narcissus (Narcis) · 
Pancratium · 
Scadoxus · 
Sprekelia · 
Sternbergia · 
...